# Закиева, Динара Болатовна
Динара Болатовна Закиева (каз. Динара Болатқызы Зәкиева, род. 22 декабря 1982 года, с. Каратал, Зайсанский р-н, Восточно-Казахстанская область, КазССР) — казахстанский государственный деятель. Депутат Мажилиса Парламента Республики Казахстан VІІ созыва (с 15 января 2021 года).

## Биография
Родилась 22 декабря 1982 года в селе Каратал, Зайсанского района, Восточно-Казахстанской области. Дочь известного бывшего Директора Пограничной службы генерала-лейтенанта Болата Закиева. Замужем с 2006 года, воспитывает 4 детей: 3 дочери; 1 сын.

## Образование
Институт языка и культуры, город Пекин, Китай (2001 г.);
Алматинский государственный университет им. Абая, Республика Казахстан город Алматы, «Международное право», бакалавр (2002 г.);
Дипломатическая академия Министерства иностранных дел Российской Федерации, город Москва, Российская Федерация, «Международное право», специалист (2004 г.);

## Трудовая деятельность
Заместитель генерального директора ТОО «ТопЮрАудит», г. Астана (2004—2005 г.);
Главный специалист Департамента развития предпринимательства, Министерство индустрии и торговли РК, г. Астана (февраль — август 2005 г.);
Основатель ТОО «Antarex», сеть ресторанов «Rafe», г. Астана (февраль 2006 г.);
Эксперт Протокола Президента РК, Администрация Президента РК, г. Астана (2007—2013 гг.);
Соучредитель Общественного Благотворительного Фонда «Қасиетті Жол», г. Астана (2011 г.);
Заместитель заведующего Секретариатом Первого заместителя Председателя партии-руководитель отдела международного сотрудничества партии «Nur Otan», г. Астана (2013—2015 гг.);
Директор КГУ «Детский дом» акимата города Астаны, г. Астана (2017—2019 г.);
Председатель Республиканского общественного совета по вопросам семьи, женщин и защиты прав детей при партии «Nur Otan» (2019 г.);
Руководитель Корпоративного Фонда «Қамкорлық қоры» при Фонде Нурсултана Назарбаева (2019 г.).

## Должность
Кандидат в депутаты Мажилиса Парламента Республики Казахстан от Общественного объединения Партия «Nur Otan» (04.12.2020 г.);